# Kees Schaper
Kees Schaper (Blokker, 14 september 1991) is een Nederlands drummer en deejay.

## Biografie
Schaper begon op jonge leeftijd met drummen, waarbij hij Keith Moon, de drummer van The Who als voorbeeld zag. Hij startte in 2004 de band BeRightBack met onder andere Tim Knol. In 2008 speelde hij in een grote uitvoering van de rockopera Tommy van The Who in Hoorn. Tevens begon hij zijn opleiding aan het Conservatorium van Alkmaar. In 2009 stapte hij over naar het Conservatorium van Amsterdam, waar hij na een jaar besloot zijn studie af te breken. In 2009 werd BeRightBack opgeheven, nadat Knol een solocarrière begon. Schaper deed vervolgens in 2009 en 2010 diverse optredens met singer-songwriter Tim Easton. Tevens ging hij spelen bij de band Ricky & the Koters, met onder andere Ricky de Sire en Marcel Kruup, die voorheen in The Treble Spankers speelde.
Nadat Knol zijn eerste soloalbum Tim Knol had opgenomen met Jeroen Kleijn op drums, nam hij Schaper op in zijn liveband, die verder bestond uit Matthijs van Duijvenbode, Anne Soldaat en Jeroen Overman. Met deze liveband nam Knol ook zijn tweede album Days op. In 2011 werd Schaper genomineerd voor een Duiveltje in de categorie beste drummer van Nederland. Tot 2012 speelde Schaper voornamelijk met Knol.
Toen Knol in 2012 tijdelijk stopte met optreden, kreeg Schaper tijd voor andere projecten, meestal in het kielzog van Van Duijvenbode en Overman. Zo begeleidde hij in de uitzendingen van De beste singer-songwriter van Nederland de kandidaten en was hij betrokken bij het eerste album van winnaar Douwe Bob. Begin 2013 ging hij op tournee door Indonesië met awkward I. In datzelfde jaar speelde hij tevens mee bij de opnamen van het album Seek & sigh van Tangarine en werkte hij aan het debuutalbum van Yorick van Norden, voorheen zanger van The Hype.
In 2013 startte hij samen met Knol en bassist Eric Lensink de garagerockband The Miseries. Met Van Duijvenbode, gitarist Robin Berlijn en bassist Mano Hollestelle startte hij de band Sky Pilots, waarmee hij begin 2014 debuteerde op Noorderslag. In april 2014 verscheen het debuutalbum van Sky Pilots op V2 Records.
In het seizoen 2013-2014 vormde hij met Van Duijvenbode en Tangarine de huisband bij De Wereld Draait Door. In 2015 bracht The Miseries een album uit en ging hij spelen in de band van Jett Rebel, waarmee hij onder andere tourde in de Verenigde Staten. Tevens was hij te horen op het album Don't die on me now van Jett Rebel uit 2016. In 2017 speelde hij met Bewilder, het soloproject van GEM-zanger Maurits van Westerik. Tevens trad Schaper toe tot de live-band van Clean Pete. In 2018 was Schaper te horen op het derde album van de band Afblijven, daarnaast was hij te horen op het album Unsung heroes #1 van Anne Soldaat en Yorick van Norden.
Schaper is naast drummer ook een verwoed vinylverzamelaar en kenner van muziek uit de jaren 60 en 70. Hij treedt ook regelmatig op als deejay, waarin hij zich gespecialiseerd heeft in jaren 60- en 70-muziek. In 2013 was hij, als secretaris van Stichting The Beatles in Blokker, betrokken bij een initiatief om invaldrummer Jimmy Nicol op te nemen op het Beatles-monument in zijn geboorteplaats Blokker.
In september 2021 bracht Schaper een single uit onder de naam Lonely Girls. Naast een eigen lied bevat de EP een cover van Nick Lowe. In deze periode opende hij ook een platenwinkel met dezelfde naam op de Wallen in Amsterdam. 
Bij The Analogues, de Nederlandse band die de nummers van The Beatles speelde die The Beatles zelf nooit live hebben gezongen, was hij de stand-in van drummer Fred Gehring.
Sinds begin 2024 maakt hij deel uit van The Kik, als opvolger van drummer Ries Doms.

## Drumstijl

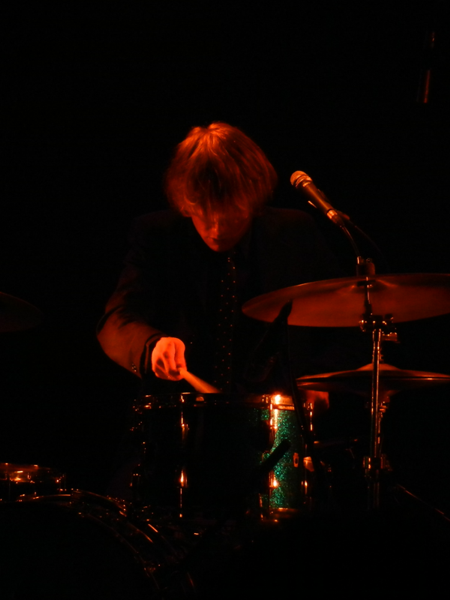
Kees Schaper tijdens een concert van Sky Pilots in Ekko, Utrecht, op 8 mei 2014.

Schaper staat bekend als een drummer met een typisch jaren 60-, jaren 70-geluid. Hij speelt meestal op vintagemateriaal.
Tijdens het merendeel van de optredens speelt hij op een blue sparkle Ludwig-kit van begin jaren 60, met bekkens van Zildjian. Dit drumstel is herkenbaar door de grote letter K op het vel van de bassdrum. Meestal gebruikt hij bij deze kit een Ludwig snaredrum, maar soms ook snaredrums van Premier of Slingerland. Naast de Ludwig kit bezit hij drumstellen van Gretsch (een silver sparkle kit uit 1971), Premier (een golden sun kit uit 1971), en Ludwig (een black and gold duco kit uit 1941).
Zijn voorkeur voor oudere drumstellen omschrijft hij zelf als: "Oude spullen klinken ook het best. Het klinkt beter dan wat dan ook van nu."

## Muzikale carrière
Schaper heeft in diverse formaties gespeeld. Soms langere tijd, als actief bandlid, soms slechts als sessiemuzikant tijdens opnames of als livemuzikant in de tourband van bepaalde artiesten. Onderstaand een incompleet overzicht van Schapers muzikale carrière.
| act               | jaren actief          | soort deelname                 | opnames                                                                                       |
| ----------------- | --------------------- | ------------------------------ | --------------------------------------------------------------------------------------------- |
| BeRightBack       | 2004-2009             | actief bandlid                 | diverse demo's                                                                                |
| Tim Easton        | 2009-2010             | livemuzikant                   |                                                                                               |
| Ricky & de Koters | 2009-2014             | actief bandlid                 |                                                                                               |
| Tim Knol          | 2010-2012; 2016-heden | livemuzikant en sessiemuzikant | Tim Knol (2010), Days (2011) en Cut the wire (2018)                                           |
| Douwe Bob         | 2012-heden            | livemuzikant en sessiemuzikant | Born in a storm (2012)                                                                        |
| awkward i         | 2013                  | livemuzikant                   |                                                                                               |
| Yorick van Norden | 2013-heden            | livemuzikant en sessiemuzikant | Happy hunting ground (2015), Unsung heroes #1 (met Anne Soldaat; 2018), Playing By Ear (2021) |
| Tangarine         | 2013-2015             | livemuzikant en sessiemuzikant | Seek & sigh (2013), Move on (2014)                                                            |
| The Miseries      | 2013-heden            | actief bandlid                 | Cracking up (2013), Skinflint (2014), The Miseries (2015)                                     |
| Sky Pilots        | 2013-heden            | actief bandlid                 | Sky Pilots (2014)                                                                             |
| Band of Beginners | 2014                  | sessiemuzikant                 | September sunburn (2014)                                                                      |
| Jett Rebel        | 2015-2016             | livemuzikant, actief bandlid   | Don't die on me now (2016)                                                                    |
| Bewilder          | 2017                  | sessiemuzikant                 | Forza (it is) (2017)                                                                          |
| Clean Pete        | 2017-heden            | livemuzikant, actief bandlid   | Afblijven (2018)                                                                              |
| The Kik           | 2024-heden            | livemuzikant, actief bandlid   |                                                                                               |